# Friedrich Wilhelm Lohmann
Friedrich Wilhelm Lohmann (* 1875 in Essen; † 17. Januar 1952 in Ensen) war ein deutscher römisch-katholischer Theologe und Kirchenhistoriker.

## Leben
Lohmann studierte Theologie und war zunächst Kaplan in Viersen, anschließend Pfarrer in Happerschoß. Schon hier verfasste er erste heimatgeschichtliche Werke. Von 1915 bis 1921 war Lohmann Pfarrer in Zündorf. Karl Joseph Kardinal Schulte ernannte Lohmann 1921 zum Leiter des von ihm gegründeten Historischen Archivs des Erzbistums Köln.
Lohmann verfasste als Archivleiter zahlreiche Publikationen zur Kirchengeschichte Kölns und des Rheinlands. Im Zweiten Weltkrieg konnte er zahlreiche wertvolle Archivbestände auslagern, so dass sie von der Zerstörung des Archivgebäudes 1943 verschont blieben. 1949 trat Lohmann in den Ruhestand.

## Veröffentlichungen (Auswahl)
- Hrsg.: Geschichte der Kirche und Pfarre zum hl. Remigius in Viersen. Gesellschaft für Druck und Verlag, Viersen 1911.
- Hrsg.: Geschichte der Stadt Viersen: von den ältesten Zeiten bis zur Gegenwart; zugleich ein Beitrag zur Geschichte des alten freiedlen Sankt Gereonsstiftes in Köln; zur Feier der 200jährigen Zugehörigkeit der Stadt Viersen zum Königreich Preussen. Verlag der Stadt Viersen, Viersen 1913.
- Kriegsbilder aus der Franzosenzeit 1792–1800 vornehmlich des Siegkreises. Rhenania-Verlag, Bonn 1915.
- Beiträge zur Geschichte Zündorfs. Walter Gantenberg, Porz a. Rh. 1919–1920.
- Das Ende des alten Kölner Domkapitels nach der Säkularisation des Kurstaates. Stauff, Köln 1920.
- Der Weltklerus in den Kölner Erzbistums-Protokollen: ein Necrologium Coloniense 1661–1825. 3 Bde. Nach den Vorarbeiten des 1934 Bischöfl. Kanzleidirektors in Aachen Jos. Janssen vollendet, herausgegeben und eingeleitet. Köln 1935–1936.